# 문준희 (정치인)
문준희(文俊熙, 1959년 10월 10일~)는 대한민국의 정치인이다. 제40대 합천군수이다.

## 학력
- 합천국민학교 졸업
- 합천중학교 졸업
- 대구대건고등학교 졸업
- 경남대학교 행정대학원 정치학 석사

## 경력
- 대구대학교 농촌연구회 사업부장
- 대구 경일여상고 교사
- 합천포럼회장
- 합천군 체육회 이사
- 함벽회장
- 남평문씨 합천군 청장년회장
- 기해생 합천군 연합회장
- 1996 ~ 1997: 경남울산JC 회장
- 한국JC 연수원장
- 1997 ~ 1999: 새마을운동 합천군지회장
- 민주평화통일 자문위원
- 대야문화제전위원회 본부장
- 합천군 학교위원장협의회 회장
- 경상남도 민방위 소양강사
- 21C 건국위원회 합천군 기획단장
- 2006.07 ~ 2014.03: 제8~9대 경상남도의회 의원(재선)
  - 경상남도의회 기획행정상임위원장
  - 경상남도의회 새누리당 대변인
  - 경상남도 분권 협의회 공동대표
- 총선 합천군 선거대책 본부장
- 대선 합천군 선거대책 본부장
- 홍준표 도지사 합천군 선거 대책본부장
- 새누리당 부대변인(중앙당)
- 극단 합천 운영위원
- 박정희 애국정신 선양회 합천군 지회장
- (사)합천군 교육발전위원회 이사
- 합천군 4-H 후원회 이사
- 합천지역 자활센터 운영위원
- 향파 이주홍 선생 기념사업회 이사
- 합천초, 합천중 총동창회 부회장
- 2018.02 ~ 2020.02 : 자유한국당 여의도연구원 정책자문위원
- 2018.07 ~ 2022.03 : 제40대 민선 7기 경상남도 합천군수(초선)
- 국민의힘 부대변인

## 역대 선거 결과
|  | 41.18% |

|  | 0% |

|  | 58.70% |

| 전임 하창환 | 제40대 경상남도 합천군수 2018년 7월 1일 ~ 2022년 3월 17일 | 후임 (권한대행)이선기 김윤철 |